# کرم‌های آتشی
کرم‌های آتشی (نام علمی: Amphinomidae) نام یک تیره از رده پرتاران است.

## نگارخانه

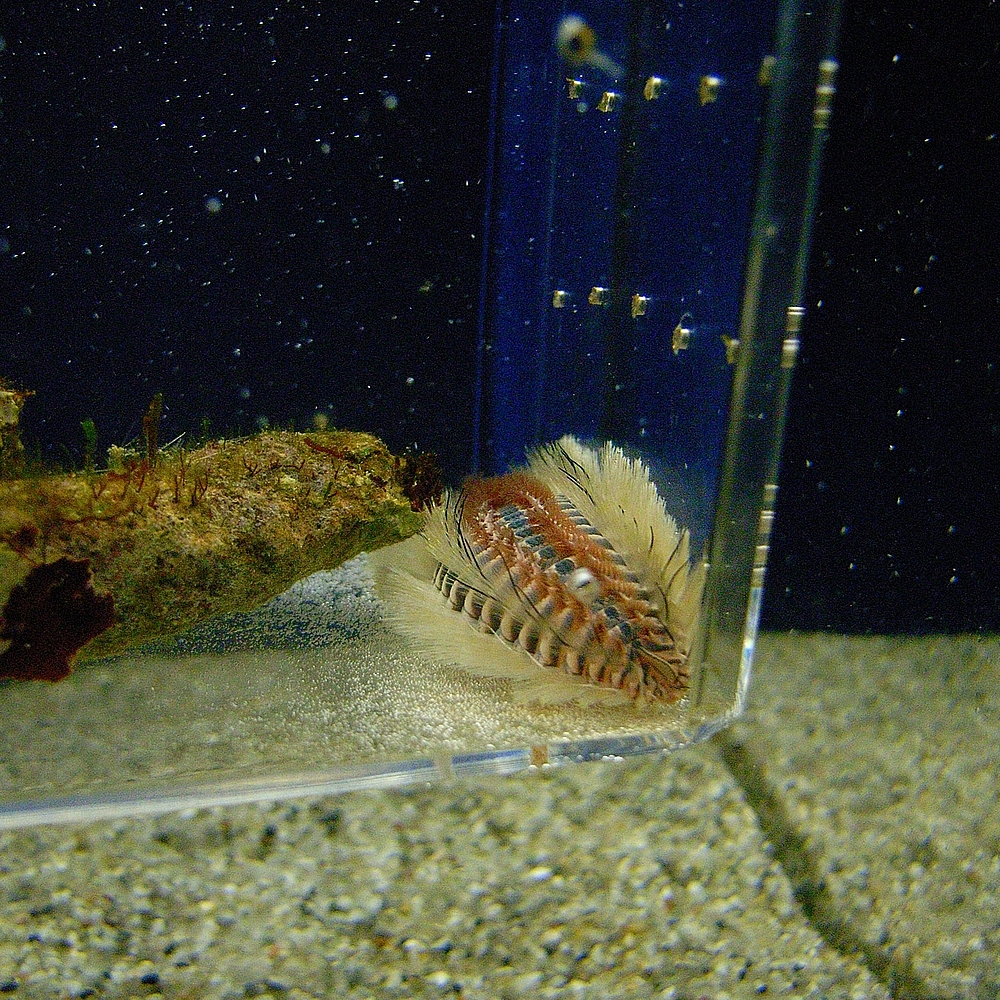
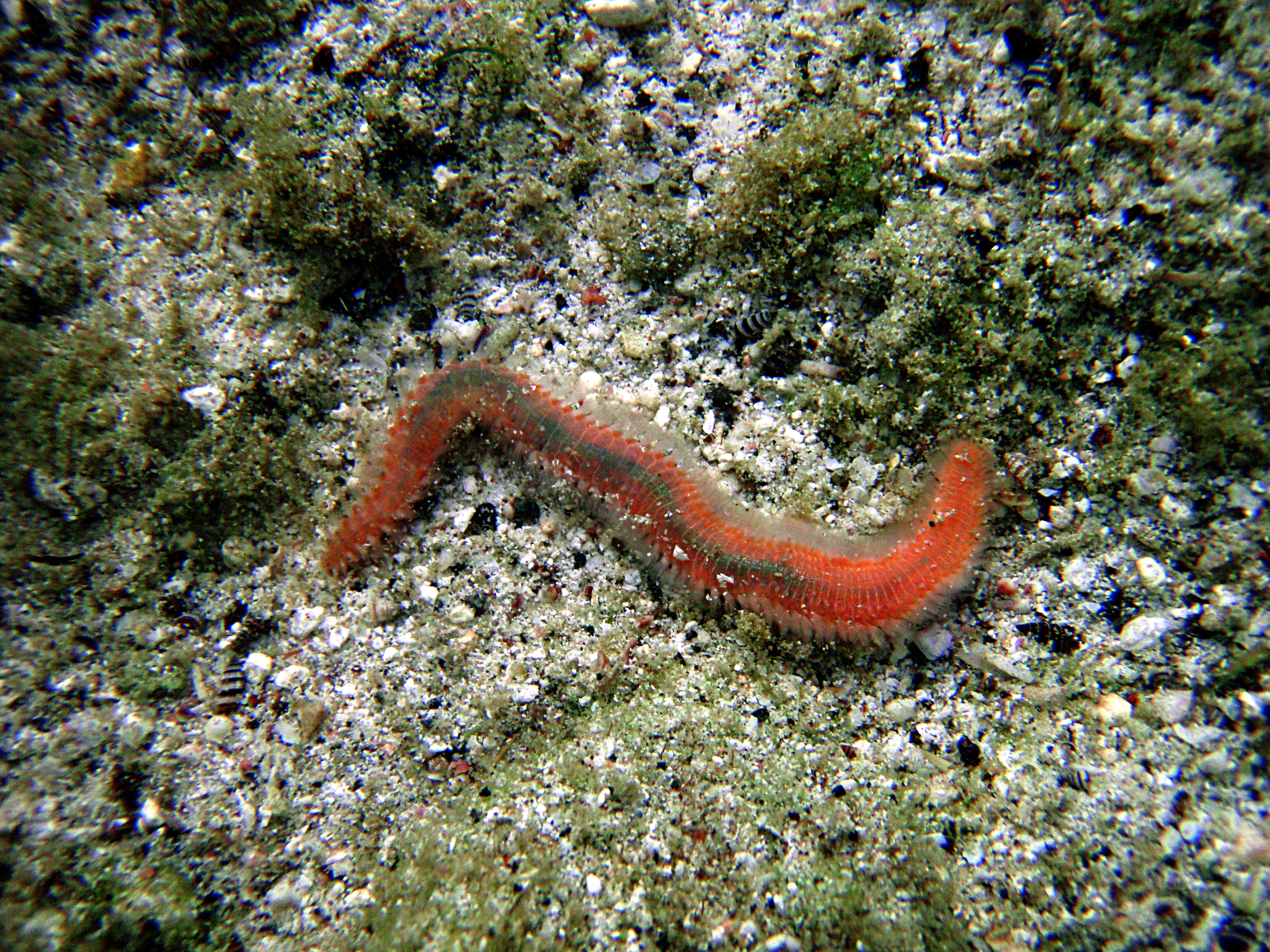
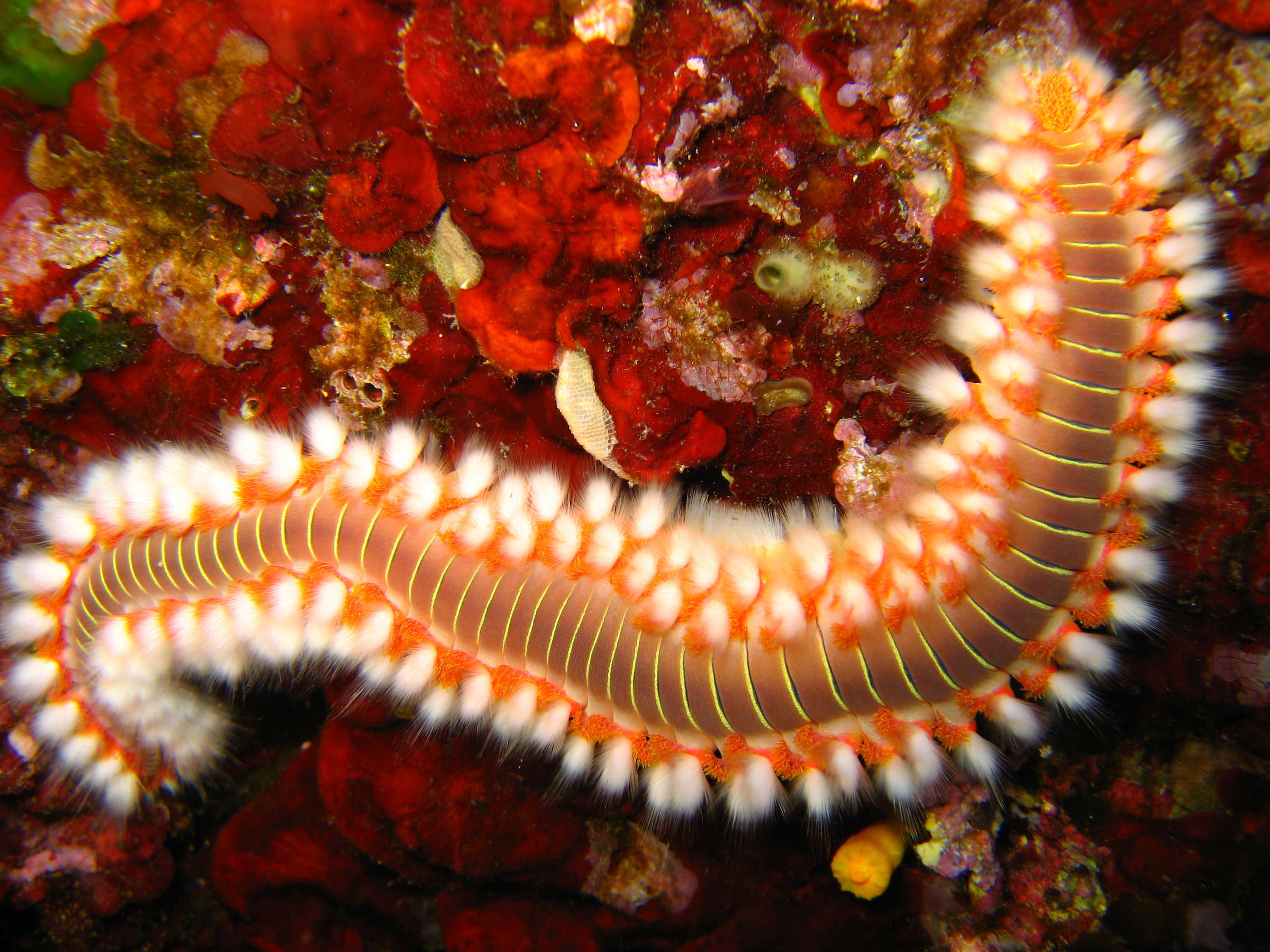
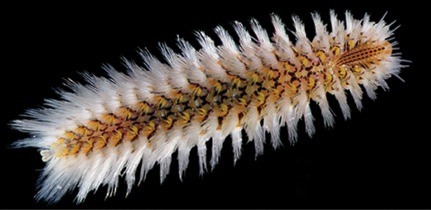
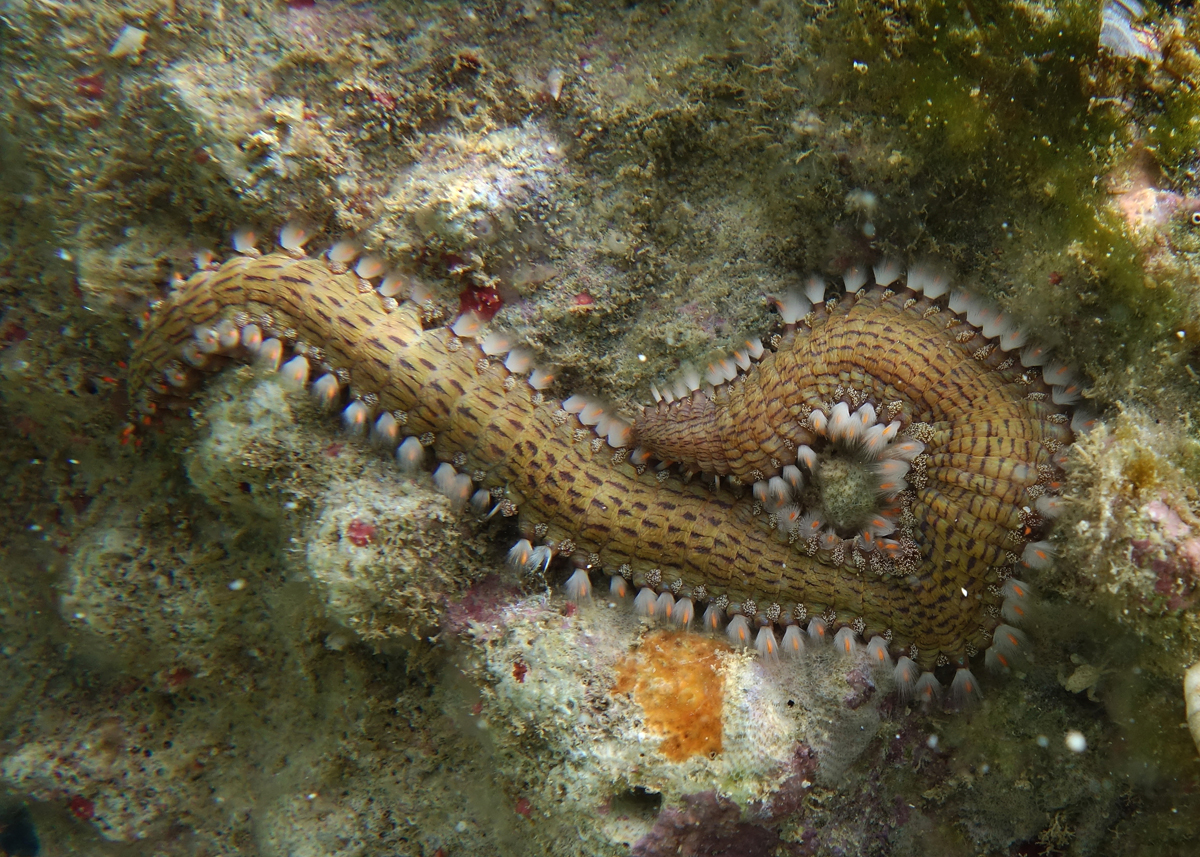